# Tachorga recurviceps
Tachorga recurviceps är en insektsart som först beskrevs av Rauno E. Linnavuori 1956.  Tachorga recurviceps ingår i släktet Tachorga och familjen Dictyopharidae. Inga underarter finns listade i Catalogue of Life.